# نعناع طويل الأوراق
النعنع طويل الأوراق[بحاجة لمصدر] أو النَّمَّامُ البَرِّيُّ أو الدَّبَّابُ أو الظَّفْرَاءُ أو الظَّفِيرَةُ أو النُّعُوذُ (باللاتينية: Mentha longifolia) نوع نباتي يتبع جنس النعناع من الفصيلة الشفوية.

## البيئة والانتشار
موطنه بلاد الشام ومصر والمغرب العربي وأوروبا.

## الوصف النباتي
نبات عشبي معمر.